# Ennio Fantastichini
Ennio Fantastichini (Gallese, 20 febbraio 1955 – Napoli, 1º dicembre 2018) è stato un attore italiano.

## Biografia

### Origini e formazione
Fratello minore del pittore e scultore Piero Fantastichini, nel 1975 si trasferì da Fiuggi (dove il padre, Maresciallo dei Carabinieri, comandava la locale Stazione) a Roma per studiare recitazione all'Accademia Nazionale d'Arte Drammatica, avendo già esordito a teatro all'età di 15 anni in un'opera di Samuel Beckett ed in altri spettacoli minori.

### Carriera
Nel 1982 esordì sul grande schermo con il film Fuori dal giorno di Paolo Bologna. Ottenne una piccola parte anche nella pellicola I soliti ignoti vent'anni dopo (1985) di Amanzio Todini, al fianco di Vittorio Gassman e Marcello Mastroianni.
Dopo aver interpretato Enrico Fermi ne I ragazzi di via Panisperna (1988) di Gianni Amelio, fu ancora sotto la regia di quest'ultimo che ebbe il suo più grande successo con Porte aperte (1990), grazie al quale - interpretando il personaggio di Tommaso Scalia accanto al suo maestro Gian Maria Volonté - ricevette vari premi: Ciak d'oro 1991, Nastro d'argento (miglior attore non protagonista), European Film Awards (scoperta dell'anno) e il Premio Felix 1991.
Attore sanguigno ed incisivo, ottenne grande successo la sua interpretazione del romano prepotente con Sabrina Ferilli nel film Ferie d'agosto (1996) di Paolo Virzì, per il quale ebbe anche una candidatura per il David di Donatello di quell'anno.
Dopo aver recitato in Saturno contro (2007) di Ferzan Özpetek, tre anni più tardi fu nuovamente da lui diretto in Mine vaganti, per il quale vinse il David di Donatello come miglior attore non protagonista. Nel 2009 affianca Valeria Solarino e Isabella Ragonese nel film Viola di mare. Nel 2010 reciterà in coppia con Isabella Ferrari ne Il catalogo di Jean Claude Carrière, con la regia di Valerio Binasco, e nel 2015  affiancherà Margherita Buy e Sabrina Ferilli nel film Io e lei, per la regia di Maria Sole Tognazzi. Oltre ad aver interpretato numerosi film, Fantastichini recitò con successo in fiction quali La piovra 7 - Indagine sulla morte del commissario Cattani (1997), Sacco & Vanzetti (2005), dove interpretò l'anarchico Bartolomeo Vanzetti (ruolo ricoperto proprio da Volonté nella pellicola di Montaldo del 1971), e La freccia nera (2006), in cui impersonò il ruolo del perfido nobile medievale Raniero.

## Filmografia

### Cinema
- Fuori dal giorno, regia di Paolo Bologna (1983)
- Il ragazzo di Ebalus, regia di Giuseppe Schito (1984)
- I soliti ignoti vent'anni dopo, regia di Amanzio Todini (1985)
- I cammelli, regia di Giuseppe Bertolucci (1988)
- I ragazzi di via Panisperna, regia di Gianni Amelio (1988)
- Porte aperte, regia di Gianni Amelio (1990)
- Cellini - Una vita scellerata, regia di Giacomo Battiato (1990)
- La stazione, regia di Sergio Rubini (1990)
- Les secrets professionnels du Docteur Apfelgluck, regia di Alessandro Capone, Stéphane Clavier, Mathias Ledoux, Thierry Lhermitte ed Hervé Palud (1991)
- Una storia semplice, regia di Emidio Greco (1991)
- 18 anni tra una settimana, regia di Luigi Perelli (1991)
- Mezzaestate, regia di Daniele Costantini (1991)
- Caldo soffocante, regia di Giovanna Gagliardo (1991)
- Gangsters, regia di Massimo Guglielmi (1992)
- La bionda, regia di Sergio Rubini (1993)
- La vera vita di Antonio H., regia di Enzo Monteleone (1994)
- Vendetta, regia di Mikael Håfström (1995)
- Ferie d'agosto, regia di Paolo Virzì (1996)
- Arlette, regia di Claude Zidi (1997)
- Altri uomini, regia di Claudio Bonivento (1997)
- Consigli per gli acquisti, regia di Sandro Baldoni (1997)
- Viol@, solo voce, regia di Donatella Maiorca (1998)
- Vite in sospeso, regia di Marco Turco (1998)
- Per tutto il tempo che ci resta, regia di Vincenzo Terracciano (1998)
- Il corpo dell'anima, regia di Salvatore Piscicelli (1999)
- Senza movente, regia di Luciano Odorisio (1999)
- Nina, cortometraggio, regia di Marco Bellocchio (1999)
- Controvento, regia di Peter Del Monte (2000)
- Come si fa un Martini, regia di Kiko Stella (2001)
- Sei come sei, episodio "Appuntamento al buio", regia di Herbert Simone Paragnani (2002)
- Rosa Funzeca, regia di Aurelio Grimaldi (2002)
- Appuntamento al buio, cortometraggio, regia di Herbert Simone Paragnani (2002)
- Alla fine della notte, regia di Salvatore Piscicelli (2003)
- Marcondirondera, cortometraggio, regia di Paolo Borgato (2003)
- Saturno contro, regia di Ferzan Özpetek (2007)
- Notturno bus, regia di Davide Marengo (2007)
- Prova a volare, regia di Lorenzo Cicconi Massi (2007)
- Ripopolare la Reggia, regia di Peter Greenaway (2007)
- Two Fists, One Heart, regia di Shawn Seet (2008)
- Fortapàsc, regia di Marco Risi (2009)
- Le ombre rosse, regia di Francesco Maselli (2009)
- Io, Don Giovanni, regia di Carlos Saura (2009)
- Viola di mare, regia di Donatella Maiorca (2009)
- La cosa giusta, regia di Marco Campogiani (2009)
- Mine vaganti, regia di Ferzan Özpetek (2010)
- Tutti al mare, regia di Matteo Cerami (2011)
- L'arrivo di Wang, regia di Antonio e Marco Manetti (2011)
- Ciliegine, regia di Laura Morante (2012)
- Il pasticciere, regia di Luigi Sardiello (2012)
- Breve storia di lunghi tradimenti, regia di Davide Marengo (2012)
- Studio illegale, regia di Umberto Carteni (2013)
- La mossa del pinguino, regia di Claudio Amendola (2014)
- Caserta Palace Dream, regia di James McTeigue – cortometraggio (2014)
- Ti ricordi di me?, regia di Rolando Ravello (2014)
- Scusate se esisto!, regia di Riccardo Milani (2014)
- Io e lei, regia di Maria Sole Tognazzi (2015)
- La stoffa dei sogni, regia di Gianfranco Cabiddu (2016)
- Caffè, regia di Cristiano Bortone (2016)
- Una famiglia, regia di Sebastiano Riso (2017)
- La musica del silenzio, regia di Michael Radford (2017)
- Fabrizio De André - Principe libero, regia di Luca Facchini (2018)
- Lontano lontano, regia di Gianni Di Gregorio (2019) - postumo

### Televisione
- Aeroporto internazionale – serie TV, 1 episodio (1985)
- Caccia al ladro d'autore, regia di Tonino Valerii – serie TV, 1 episodio (1985)
- Un siciliano in Sicilia, regia di Pino Passalacqua – miniserie TV (1987)
- Un cane sciolto, regia di Giorgio Capitani – miniserie TV, 2 episodi (1990)
- Una vita in gioco, regia di Franco Giraldi – film TV (1991)
- I misteri della giungla nera, regia di Kevin Connor – miniserie TV, 3 episodi (1991)
- Il caso Dozier, regia di Carlo Lizzani – film TV (1993)
- A che punto è la notte, regia di Nanni Loy – miniserie TV (1994)
- La piovra 7 - Indagine sulla morte del commissario Cattani, regia di Luigi Perelli – miniserie TV, 6 episodi (1995)
- Les mercredis de la vie – serie TV, 1 episodio (1996)
- Nessuno escluso, regia di Massimo Spano – miniserie TV (1997)
- Giuseppe di Nazareth, regia di Raffaele Mertes e Elisabetta Marchetti – film TV (2000)
- San Paolo, regia di Roger Young – miniserie TV (2000)
- Les ritaliens - Un'aria italiana, regia di Philomene Esposito – film TV (2001)
- Il testimone, regia di Michele Soavi – miniserie TV (2001)
- Maria José, l'ultima regina, regia di Carlo Lizzani – miniserie TV (2002)
- Napoleone, regia di Yves Simoneau – miniserie TV (2002)
- La fuga degli innocenti, regia di Leone Pompucci – film TV (2004)
- Paolo Borsellino, regia di Gianluca Maria Tavarelli – miniserie TV (2004)
- Cuore contro cuore, regia di Riccardo Mosca – serie TV, 22 episodi (2004)
- Karol, un uomo diventato papa, regia di Giacomo Battiato – miniserie TV (2005)
- Sacco & Vanzetti, regia di Fabrizio Costa – miniserie TV (2005)
- La freccia nera, regia di Fabrizio Costa – miniserie TV, 6 episodi (2006)
- Tigri di carta, regia di Dario Cioni – miniserie TV, 3 episodi (2008)
- Questione di gusti, regia di Pappi Corsicato – cortometraggio TV (2009)
- Il mostro di Firenze, regia di Antonello Grimaldi – miniserie TV, 6 episodi (2009)
- Le cose che restano, regia di Gianluca Maria Tavarelli – miniserie TV, 2 episodi (2010)
- Gli anni spezzati, regia di Graziano Diana – miniserie TV, 1 episodio (2014)
- La tempesta, regia di Fabrizio Costa – film TV (2014)
- La strada dritta, regia di Carmine Elia – miniserie TV (2014)
- Max e Hélène, regia di Giacomo Battiato – film TV (2015)
- Squadra antimafia - Il ritorno del boss, regia di Renato De Maria e Samad Zamardili – serie TV, 10 episodi (2016) - Ruolo: Ulisse Mazzeo

## Teatro
- Coefore, di Eschilo, regia di Giorgio Pressburger, Teatro Greco di Siracusa (1996)

## Videoclip
- In fondo al mare dei Mary in June, regia di Paoloreste Gelfo (2012)

## Riconoscimenti
- David di Donatello
  - 1990 - Candidato al David di Donatello per il miglior attore non protagonista, per Porte aperte
  - 1996 - Candidato al David di Donatello per il miglior attore protagonista, per Ferie d'agosto
  - 2007 - Candidato al David di Donatello per il miglior attore non protagonista, per Saturno contro
  - 2010 - David di Donatello per il miglior attore non protagonista, per Mine vaganti
  - 2017 - Candidato al David di Donatello per il miglior attore non protagonista, per La stoffa dei sogni
  - 2019 - Candidato al David di Donatello per il miglior attore non protagonista, per Fabrizio De André - Principe libero (riconoscimento postumo)
- Nastro d'argento
  - 1991 - Nastro d'argento al migliore attore non protagonista, per Porte aperte
  - 1992 - Candidato al Nastro d'argento al migliore attore non protagonista, per Una storia semplice
  - 2004 - Candidato al Nastro d'argento al migliore attore protagonista, per Alla fine della notte
  - 2007 - Candidato al Nastro d'argento al migliore attore non protagonista, per Saturno contro
  - 2010 - Nastro d'argento al migliore attore non protagonista, per Mine vaganti
  - 2017 - Candidato al Nastro d'argento al migliore attore non protagonista, per Caffè e La stoffa dei sogni
- Premio Flaiano sezione teatro
  - 2018 - Miglior interpretazione maschile per Re Lear[4]
- European Film Awards
  - 1990 - Prix Fassbinder, per Porte aperte
- Ciak d'oro
  - 1991 - Miglior attore non protagonista per Porte aperte[5]
  - 2010 - Miglior attore non protagonista per Mine vaganti[6]